# Istituti scolastici statali del Molise
Nell'anno scolastico 2025/2026 nella Regione Molise si contano 45 istituti scolastici statali; di questi, 34 sono in provincia di Campobasso e 11 in provincia di Isernia. Il Decreto Interministeriale 127 del 20 giugno 2023, infatti, stabilisce i criteri per la definizione delle sedi di titolarità di Dirigenti scolastici e ne definisce i contingenti regionali. Secondo tale decreto, l'organico destinato al Molise sarà di 44 unità per il 2026/2027. 
| Istituti scolastici statali della provincia di Campobasso - A.S. 2024/2025 | Istituti scolastici statali della provincia di Campobasso - A.S. 2024/2025 | Istituti scolastici statali della provincia di Campobasso - A.S. 2024/2025 | Istituti scolastici statali della provincia di Campobasso - A.S. 2024/2025 | Istituti scolastici statali della provincia di Campobasso - A.S. 2024/2025 | Istituti scolastici statali della provincia di Campobasso - A.S. 2024/2025 | Istituti scolastici statali della provincia di Campobasso - A.S. 2024/2025 | Istituti scolastici statali della provincia di Campobasso - A.S. 2024/2025 |
| N.                                                                         | Codice Meccanografico                                                      | Nome                                                                       | Sede principale                                                            | Alunni                                                                     | Grado                                                                      | Plessi/Scuole | Dirigente                                                                  |
| -------------------------------------------------------------------------- | -------------------------------------------------------------------------- | -------------------------------------------------------------------------- | -------------------------------------------------------------------------- | -------------------------------------------------------------------------- | -------------------------------------------------------------------------- | --- | -------------------------------------------------------------------------- |
| 1                                                                          | CBIC85500B                                                                 | Istituto Comprensivo "Brigida - Cuoco"                                     | Termoli                                                                    | 959                                                                        | Infanzia, Primaria, Secondaria di I grado                                  | - Scuola dell'Infanzia "Giovanni Paolo II" - Scuola Primaria "Via Maratona" - Scuola Secondaria di I grado "Maria Brigida" - Plesso di Petacciato - Plesso di San Giacomo degli Schiavoni | Francesco Paolo Marra                                                      |
| 2                                                                          | CBIC85400G                                                                 | Istituto Comprensivo "Oddo Bernacchia"                                     | Termoli                                                                    | 870                                                                        | Infanzia, Primaria, Secondaria di I grado                                  | - Scuola dell'Infanzia "San Francesco d'Assisi" - Scuola dell'Infanzia "Principe di Piemonte" - Scuola dell'Infanzia "Pantano Basso" - Scuola dell'Infanzia "Via Catania" - Scuola Primaria "Principe di Piemonte" - Scuola Primaria "Pantano Basso" - Scuola Secondaria di I grado "Oddo Bernacchia" - Scuola Secondaria di I grado "Albert Schweitzer" | Rosanna Scrascia                                                           |
| 3                                                                          | CBIC857003                                                                 | Istituto Comprensivo "Achille Pace"                                        | Termoli                                                                    | 1216                                                                       | Infanzia, Primaria, Secondaria di I grado                                  | - Scuola dell'Infanzia "Difesa Grande" - Scuola dell'Infanzia "Via Volturno" - Scuola dell'Infanzia "Via Stati Uniti" - Scuola Primaria "Difesa Grande" - Scuola Primaria "Via Po" - Scuola Primaria "Giovanni Paolo II" - Scuola Secondaria di I grado "Achille Pace" - centrale - Scuola Secondaria di I grado "Achille Pace" - succursale | Luana Occhionero                                                           |
| 4                                                                          | CBIC82000C                                                                 | Istituto Comprensivo "John Dewey"                                          | San Martino in Pensilis                                                    | 780                                                                        | Infanzia, Primaria, Secondaria di I grado                                  | - Scuola dell'Infanzia di San Martino in Pensilis - Scuola dell'Infanzia di Portocannone - Scuola dell'Infanzia di Ururi - Scuola Primaria di San Martino in Pensilis - Scuola Primaria di Portocannone - Scuola Primaria di Ururi - Scuola Secondaria di I grado di San Martino in Pensilis - Scuola Secondaria di I grado di Portocannone - Scuola Secondaria di I grado di Ururi | Immacolata Lamanna                                                         |
| 5                                                                          | CBIC82500G                                                                 | Istituto Comprensivo "Madre Teresa di Calcutta"                            | Campodipietra                                                              | 650                                                                        | Infanzia, Primaria, Secondaria di I grado                                  | - Scuola dell'Infanzia di Campodipietra - Scuola dell'Infanzia di Ferrazzano - Scuola dell'Infanzia di Jelsi - Scuola dell'Infanzia di Gildone - Scuola dell'Infanzia di Toro - Scuola Primaria di Campodipietra - Scuola Primaria di Ferrazzano - Scuola Primaria di Jelsi - Scuola Primaria di Gildone - Scuola Primaria di Toro - Scuola Secondaria di I grado di Campodipietra - Scuola Secondaria di I grado di Ferrazzano - Scuola Secondaria di I grado di Jelsi - Scuola Secondaria di I grado di Toro | Michela Granatiero                                                         |
| 6                                                                          | CBIC827007                                                                 | Istituto Comprensivo "Giuseppe Barone"                                     | Baranello                                                                  | 464                                                                        | Infanzia, Primaria, Secondaria di I grado                                  | - Plesso di Baranello - Plesso di Busso - Plesso di Castropignano - Plesso di Fossalto - Plesso di Torella del Sannio - Scuola dell'Infanzia di Limosano - Scuola Primaria di Limosano - Scuola Secondaria di I grado di Limosano | Agnese Di Blasio                                                           |
| 7                                                                          | CBIC82300X                                                                 | Istituto Comprensivo "Francesco Jovine"                                    | Campobasso                                                                 | 1014                                                                       | Infanzia, Primaria, Secondaria di I grado                                  | - Scuola dell'Infanzia "Via Liguria" - Scuola dell'Infanzia di Petrella Tifernina - Scuola Primaria "Francesco Jovine" - Scuola Primaria di Petrella Tifernina - Scuola Primaria di Montagano - Scuola Secondaria di I grado " Francesco Jovine" - Scuola Secondaria di I grado di Petrella Tifernina - Scuola dell'Infanzia di Ripalimosani - Scuola dell'Infanzia di Oratino - Scuola dell'Infanzia di Lucito - Scuola dell'Infanzia di Matrice - Scuola Primaria di Ripalimosani - Scuola Primaria di Oratino - Scuola Primaria di Lucito - Scuola Primaria di Matrice - Scuola Secondaria di I grado di Ripalimosani | Michelangelo Guarnieri                                                     |
| 8                                                                          | CBIC828003                                                                 | Istituto Comprensivo "Matese"                                              | Vinchiaturo                                                                | 500                                                                        | Infanzia, Primaria, Secondaria di I grado                                  | - Plesso di Guardiaregia - Plesso di Mirabello Sannitico - Plesso di San Giuliano del Sannio - Plesso di Cercepiccola - Scuola dell'Infanzia "Padre Ernesto D'Aquila" di Vinchiaturo - Plesso di Vinchiaturo | Anna Ciampa                                                                |
| 9                                                                          | CBIC83200P                                                                 | Istituto Comprensivo "Alessandro Manzoni"                                  | Cercemaggiore                                                              |                                                                            |                                                                            | | Alfredo Di Vizio                                                           |
| 10                                                                         | CBIC85300Q                                                                 | Istituto Comprensivo "Amodio Ricciardi"                                    | Palata                                                                     |                                                                            |                                                                            | |                                                                            |
| 11                                                                         |                                                                            | Istituto Omnicomprensivo "Lombardo Radice - Amatuzio - Pallotta"           | Boiano                                                                     | 1299                                                                       | Infanzia, Primaria, Secondaria di I grado, Secondaria di II grado          | | Maria Teresa Imparato                                                      |
| 12                                                                         | CBIC84700C                                                                 | Istituto Comprensivo "Giovanni Antonio Colozza"                            | Campobasso                                                                 |                                                                            |                                                                            | | Carla Quaranta                                                             |
| 13                                                                         | CBIC848008                                                                 | Istituto Comprensivo "Igino Petrone"                                       | Campobasso                                                                 |                                                                            |                                                                            | | Giuseppe Natilli                                                           |
| 14                                                                         | CBIC849004                                                                 | Istituto Comprensivo "Francesco D'Ovidio"                                  | Campobasso                                                                 |                                                                            |                                                                            | - Plesso Via Piave di Campobasso | Rita Massaro                                                               |
| 15                                                                         | CBIC850008                                                                 | Istituto Comprensivo "Leopoldo Montini"                                    | Campobasso                                                                 | 852                                                                        | Infanzia, Primaria, Secondaria di I grado                                  | - Scuola dell'Infanzia di Campolieto - Scuola Primaria di Campolieto - Plesso Giovanni Paolo II di Campobasso - Plesso Leopoldo Montini di Campobasso - Plesso Via Piave di Campobasso | Agata Antonelli                                                            |
| 16                                                                         | CBIS00300V                                                                 | Istituto Omnicomprensivo "Silvio Di Lalla"                                 | Casacalenda                                                                |                                                                            |                                                                            | | Filomena Giordano                                                          |
| 17                                                                         | CBIC81800C                                                                 | istituto Omnicomprensivo di Campomarino                                    | Campomarino                                                                |                                                                            |                                                                            | | Teodoro Musacchio                                                          |
| 18                                                                         | CBIC819008                                                                 | Istituto Omnicomprensivo "Giulio Rivera"                                   | Guglionesi                                                                 |                                                                            | istituto omnicomprensivo                                                   | - Scuola dell'Infanzia "Guglionesi" - Scuola Primaria - Scuola Secondaria di I grado - Liceo di Guglionesi | Patrizia Ancora                                                            |
| 19                                                                         | CBIC836002                                                                 | Istituto Omnicomprensivo "Alberto Magliano"                                | Larino                                                                     |                                                                            |                                                                            | | Emilia Sacco                                                               |
| 20                                                                         | CBPM070004                                                                 | Istituto Omnicomprensivo "Nicola Scarano"                                  | Trivento                                                                   |                                                                            |                                                                            | | Beniamino Campese                                                          |
| 21                                                                         | CBRI070008                                                                 | Istituto Omnicomprensivo "Montenero"                                       | Montenero di Bisaccia                                                      | 540                                                                        | istituto omnicomprensivo                                                   | - Scuola dell'Infanzia di Montenero di Bisaccia - Scuola dell'Infanzia di Mafalda - Scuola Primaria di Montenero di Bisaccia - Scuola Primaria di Mafalda - Scuola Secondaria di I grado di Montenero di Bisaccia - Scuola Secondaria di I grado di Mafalda - Scuola Secondaria di II grado IPSIA | Ettorina Tribò                                                             |
| 22                                                                         | CBRA030006                                                                 | Istituto Omnicomprensivo "Del Fortore"                                     | Riccia                                                                     |                                                                            |                                                                            | | Eleonigia Perone                                                           |
| 23                                                                         | CBPS08000N                                                                 | Istituto Omnicomprensivo di Santa Croce di Magliano                        | Santa Croce di Magliano                                                    |                                                                            |                                                                            | | Giovanna Fantetti                                                          |
| 24                                                                         | CBIS01800L                                                                 | Istituto di Istruzione Secondaria Superiore "Giovanni Boccardi"            | Termoli                                                                    |                                                                            |                                                                            | | Concetta Cimmino                                                           |
| 25                                                                         | CBIS022008                                                                 | Istituto di Istruzione Secondaria Superiore "Alfano da Termoli"            | Termoli                                                                    |                                                                            |                                                                            | | Concetta Rita Niro                                                         |
| 26                                                                         | CBIS023004                                                                 | Istituto di Istruzione Secondaria Superiore "Ettore Majorana"              | Termoli                                                                    |                                                                            |                                                                            | | Maria Maddalena Chimisso                                                   |
| 27                                                                         | CBIS002003                                                                 | Istituto di Istruzione Secondaria Superiore "Mario Pagano"                 | Campobasso                                                                 |                                                                            | secondaria di II grado                                                     | | Antonello Venditti                                                         |
| 28                                                                         | CBIS02600G                                                                 | Istituto di Istruzione Secondaria Superiore "Pertini-Montini-Cuoco"        | Campobasso                                                                 |                                                                            |                                                                            | | Umberto Di Lallo                                                           |
| 29                                                                         | CBPM040008                                                                 | Liceo Statale "Giuseppe Maria Galanti"                                     | Campobasso                                                                 |                                                                            |                                                                            | | Massimo Di Tullio                                                          |
| 30                                                                         | CBPS01000B                                                                 | Liceo Scientifico "Alberto Romita"                                         | Campobasso                                                                 |                                                                            | secondaria di II grado                                                     | | Gloria Carlini                                                             |
| 31                                                                         | CBTF01000D                                                                 | Istituto Tecnico Industriale Statale "Guglielmo Marconi"                   | Campobasso                                                                 |                                                                            |                                                                            | | Adelaide Villa                                                             |
| 32                                                                         | CBVC01000G                                                                 | Convitto Nazionale "Mario Pagano"                                          | Campobasso                                                                 |                                                                            |                                                                            | | Rossella Gianfagna                                                         |
| 33                                                                         | CBMM205005                                                                 | Centro Provinciale per l'Istruzione degli Adulti                           | Campobasso                                                                 |                                                                            |                                                                            | | Valeria Ferra                                                              |
| 34                                                                         | CBRH010005                                                                 | IPSEOA-IPSAR "Federico di Svevia"                                          | Termoli                                                                    | 638                                                                        | secondaria di II grado                                                     | | Ettorina Tribò                                                             |

| Istituti scolastici statali della provincia di isernia | Istituti scolastici statali della provincia di isernia | Istituti scolastici statali della provincia di isernia | Istituti scolastici statali della provincia di isernia | Istituti scolastici statali della provincia di isernia | Istituti scolastici statali della provincia di isernia | Istituti scolastici statali della provincia di isernia | Istituti scolastici statali della provincia di isernia |
| N.                                                     | Codice Meccanografico                                  | Nome                                                   | Sede principale                                        | Alunni                                                 | Grado                                                  | Plessi/Scuole | Dirigente                                              |
| ------------------------------------------------------ | ------------------------------------------------------ | ------------------------------------------------------ | ------------------------------------------------------ | ------------------------------------------------------ | ------------------------------------------------------ | --- | ------------------------------------------------------ |
| 1                                                      | ISIC815004                                             | Istituto Comprensivo di Colli a Volturno               | Colli a Volturno                                       |                                                        | Infanzia, Primaria, Secondaria di I grado              | - Scuola dell’Infanzia di Cerro al Volturno - Scuola dell’Infanzia di Fornelli - Scuola dell'Infanzia di Macchia d'Isernia - Scuola dell'Infanzia di Montaquila - Scuola dell'Infanzia di Roccaravindola - Scuola dell'Infanzia di Rocchetta a Volturno - Scuola dell'Infanzia di Rionero Sannitico - Scuola dell'Infanzia Polo Sant'Agapito - Longano - Scuola dell'Infanzia di Montenero Val Cocchiara - Scuola Primaria di Colli a Volturno - Scuola Primaria di Cerro al Volturno - Scuola Primaria di Fornelli - Scuola Primaria di Rionero Sannitico - Scuola Primaria di Rocchetta a Volturno - Scuola Primaria di Montaquila - Scuola Primaria di Macchia d'Isernia - Scuola Primaria Polo Sant'Agapito - Longano - Scuola Secondaria di I grado di Colli a Volturno - Scuola Secondaria di I grado di Cerro al Volturno - Scuola Secondaria di I grado di Fornelli - Scuola Secondaria di I grado di Rionero Val Cocchiara - Scuola Secondaria di I grado di Montaquila | Ilaria Lecci                                           |
| 2                                                      | ISIC82600E                                             | Istituto Comprensivo "Giovanni Antonio Colozza"        | Frosolone                                              | 700                                                    | Infanzia, Primaria, Secondaria di I grado              | - Scuola dell'Infanzia di Civitanova del Sannio - Scuola dell'Infanzia di Frosolone - Scuola dell'Infanzia di Macchiagodena - Scuola dell'Infanzia di Bagnoli del Trigno - Scuola dell'Infanzia di Castelpetroso - Scuola dell'Infanzia di Cantalupo nel Sannio - Scuola dell'Infanzia di Roccamandolfi - Scuola Primaria di Frosolone - Scuola Primaria di Civitanova del Sannio - Scuola Primaria di Macchiagodena - Scuola Primaria di Bagnoli del Trigno - Scuola Primaria di Castelpetroso - Scuola Primaria di Cantalupo nel Sannio - Scuola Secondaria di I grado di Civitanova del Sannio - Scuola Secondaria di I grado di Frosolone - Scuola Secondaria di I grado di Macchiagodena - Scuola Secondaria di I grado di Bagnoli del Trigno - Scuola Secondaria di I grado di Castelpetroso | Beniamino Campese                                      |
| 3                                                      | ISIC822007                                             | Istituto Comprensivo "Giovanni XXIII"                  | Isernia                                                |                                                        |                                                        | | Bruno Caccioppoli                                      |
| 4                                                      | ISIC829002                                             | Istituto Omnicomprensivo "Giuseppe D'Agnillo"          | Agnone                                                 |                                                        |                                                        | | Maria Rosaria Vecchiarelli                             |
| 5                                                      | ISIC83400D                                             | Istituto Comprensivo "San Giovanni Bosco"              | Isernia                                                | 1200                                                   | Infanzia, Primaria, Secondaria di I grado              | - Scuola dell'Infanzia "S. Pietro Celestino" - Scuola dell'Infanzia "S. Giovanni Bosco" - Scuola Primaria "S. Pietro Celestino" - Scuola Primaria "S. Giovanni Bosco" - Scuola Secondaria di I grado "A. d'Isernia" | Giuseppe Posillico                                     |
| 6                                                      | ISIC82500P                                             | Istituto Comprensivo "Leopoldo Pilla"                  | Venafro                                                | 800                                                    | Infanzia, Primaria, Secondaria di I grado              | - Scuola dell'Infanzia di Filignano - Scuola dell'Infanzia di Pozzilli - Scuola dell'Infanzia di Venafro-Ceppagna - Scuola Primaria di Filignano - Scuola Primaria di Pozzilli - Scuola Primaria di Venafro - Scuola Secondaria di I grado di Pozzilli - Scuola Secondaria di I grado di Venafro | Pino De Stavola                                        |
| 7                                                      | ISIS003002                                             | Istituto Omnicomprensivo "Antonio Giordano"            | Venafro                                                |                                                        |                                                        | - Scuola dell'Infanzia "Sant'Eusanio-Monteroduni" - Scuola Primaria di Monteroduni - Scuola Secondaria di I grado di Monteroduni - Scuola Secondaria di II grado di Venafro | Marcellino D'Ambrosa                                   |
| 8                                                      | ISIS01200R                                             | Istituto di Istruzione Superiore "Majorana-Fascitelli" | Isernia                                                | 823                                                    | Secondaria di II grado                                 | - Liceo scientifico indirizzo tradizionale "E. Majorana" - Liceo scientifico indirizzo scienze applicate "E. Majorana" - Liceo scientifico indirizzo sportivo "E. Majorana" - Liceo classico "O. Fascitelli" | Carmelina Di Nezza                                     |
| 9                                                      | ISIS01300L                                             | Istituto di Istruzione Superiore "Fermi-Mattei"        | Isernia                                                |                                                        | Secondaria di II grado                                 | | Tamara Viviana Isler                                   |
| 10                                                     | ISIS01400C                                             | Istituto di Istruzione Superiore "Cuoco-Manuppella"    | Isernia                                                | 730                                                    | Secondaria di II grado                                 | - Liceo linguistico "V. Cuoco" - Liceo delle scienze umane "V. Cuoco" - Liceo delle scienze umane indirizzo economico sociale "V. Cuoco" - Liceo artistico "G. Manuppella" | Maria Teresa Vitale                                    |
| 11                                                     | ISMM11100P                                             | Centro Provinciale per l'Istruzione degli Adulti       | Isernia                                                |                                                        |                                                        | | Antonio Ziveri                                         |